# Paprika

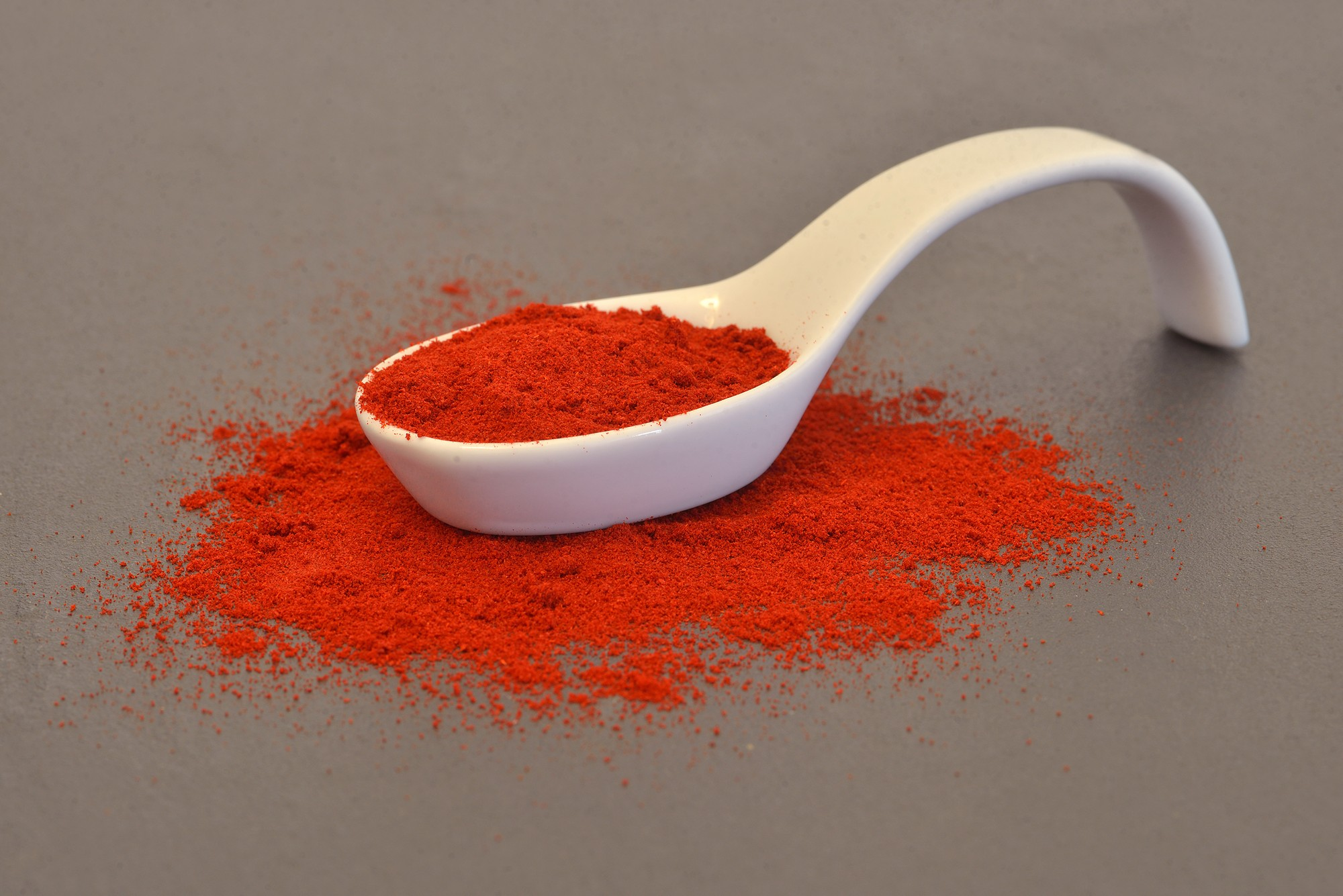
Một bát paprika Tây Ban Nha xông khói, được gọi là pimentón trong tiếng Tây Ban Nha.

Paprika (tiếng Anh Mỹ: /pəˈpriːkə/ ⓘ, tiếng Anh Anh: /ˈpæprɪkə/ ⓘ) là loại gia vị nghiền được làm từ quả đỏ của một thứ lớn hơn và ngọt hơn của cây Capsicum annuum, còn được gọi là ớt chuông hay ớt ngọt. Thứ phổ biến nhất được dùng để làm paprika là ớt cà chua, đôi khi còn được cho thêm một số các thứ khác cay nồng hơn, ớt, và ớt cayenne. Ở nhiều ngôn ngữ khác trừ tiếng Anh, từ paprika được dùng để chỉ cả cây và quả làm nên loại gia vị này.
Dù paprika thường gắn liền với ẩm thực Hungary, loại ớt dùng để làm loại gia vị này lại là loài bản địa của Tân Thế giới và sau này mới được giới thiệu sang Cựu Thế giới. Paprika có nguồn gốc từ miền trung México, và được đem đến Tây Ban Nha vào thế kỷ thứ XVI. Gia vị này còn được dùng để tạo màu cho các món ăn.
Trao đổi paprika trải dài từ Bán đảo Iberia đến châu Phi và châu Á, và lan sang tận cả Trung Âu qua Balkan, dưới sự thống trị của đế quốc Ottoman, điều này giải thích cho nguồn gốc từ tiếng Hungary của từ tiếng Anh. Ở Tây Ban Nha, Paprika được biết tới như là pimentón từ thế kỷ thứ XVI, khi nó trở thành một nguyên liệu điển hình của ẩm thực Tây Extremadura. Dù đã xuất hiện ở Trung Âu từ thời đế chế Ottoman bắt đầu xâm chiếm, paprika không phổ biến ở Hungary cho đến cuối thế kỷ thứ XIX.
Paprika có loại từ không cay cho đến rất cay – mùi vị phụ thuộc vào từng quốc gia – nhưng hầu hết các cây đều tạo ra vị ngọt. Paprika ngọt phần lớn được làm từ vỏ quả, với hơn nửa số hạt được tách bỏ, trong khi đó paprika cay có chứa nhiều hạt hơn, cuống, noãn, và lá đài. Màu đỏ của paprika do chất carotenoid tạo nên.

## Ảnh

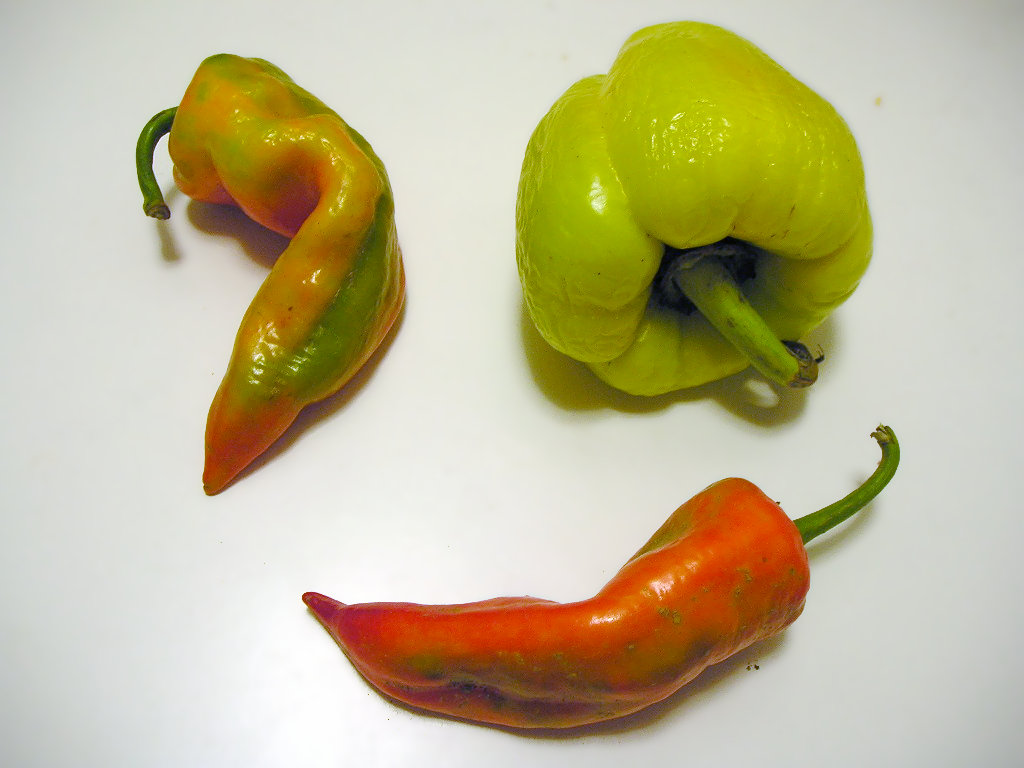
Các hình dáng và màu sắc khác nhau của những quả ớt được dùng để làm paprika.
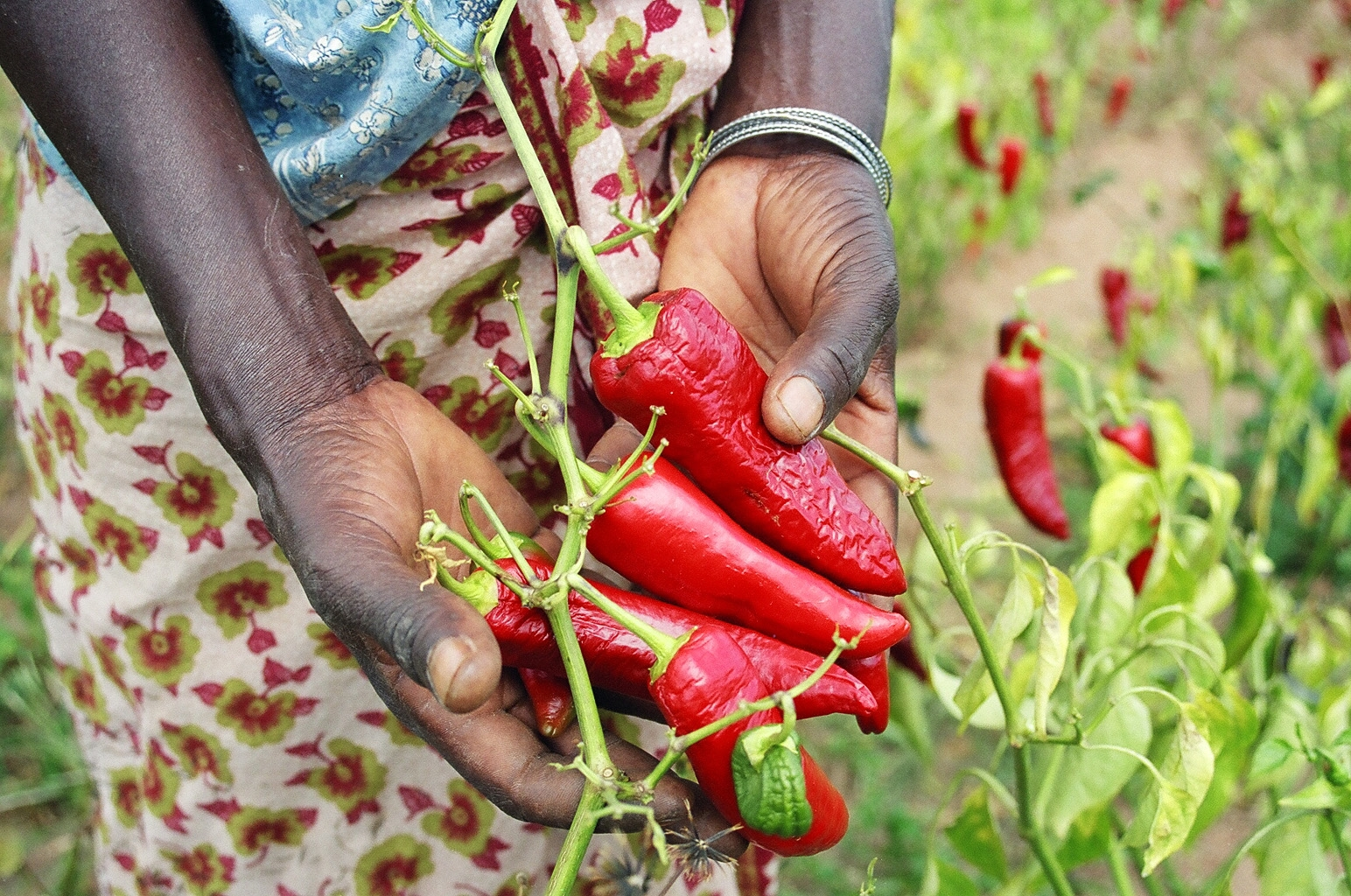
Người nông dân trồng ớt Paprika ở Tanzania.
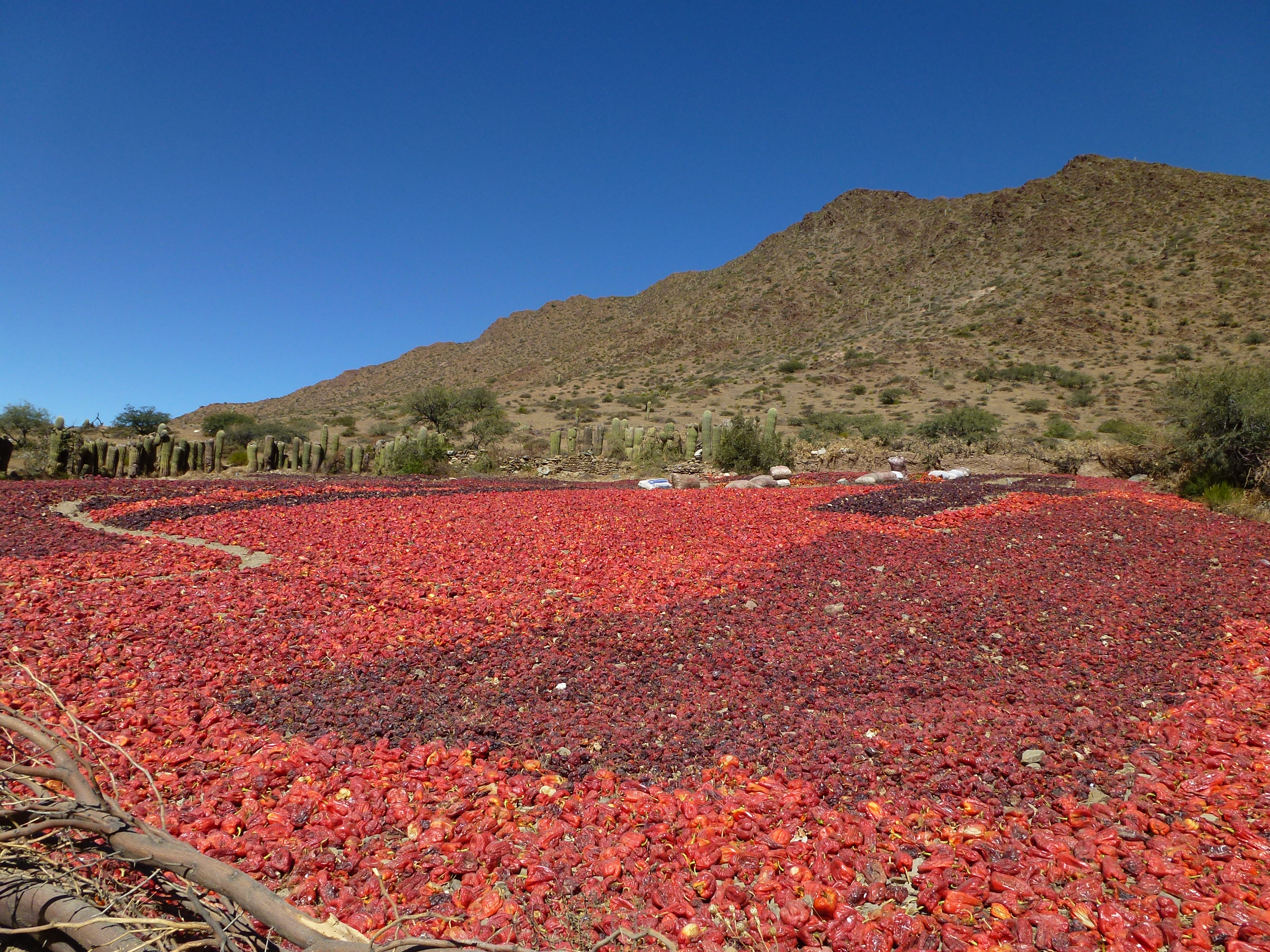
Ớt ở Cachi, Argentina được làm khô bằng khí trước khi được xử lý.
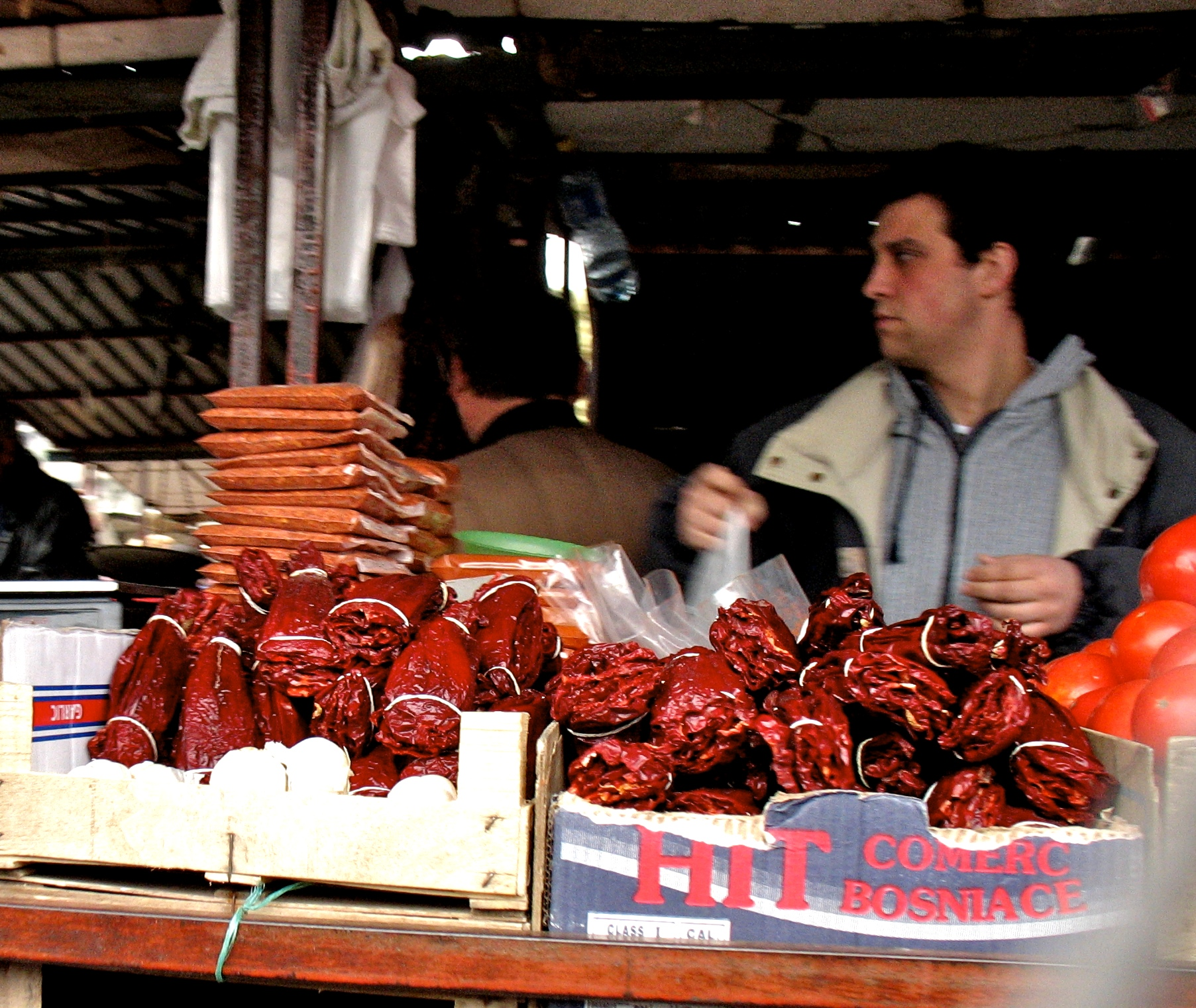
Các gói và bó paprica khô nghiền và nguyên quả được bán ở Belgrade, Serbia.